# Senyalística

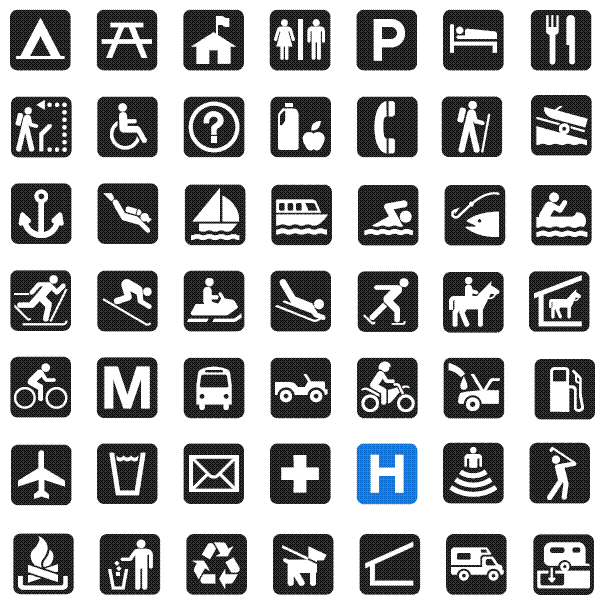
Ús de pictogrames per a la senyalística del Servei de Parcs Nacionals dels Estats Units.

La senyalística és una activitat pertanyent al disseny gràfic que estudia i desenvolupa un sistema de comunicació visual sintetitzat en un conjunt de senyals o símbols que fan la funció de guiar, orientar o organitzar una persona o ensems de persones en aquells punts de l'espai que creïn dilemes de comportament, com per exemple dins d'una gran superfície (centres comercials, fàbriques, polígons industrials, parcs tecnològics, aeroports, etcètera).
El disseny de la senyalística comença amb l'estudi de plans de planta de la gran superfície (d'estudis de camins, itineraris o circulacions proposades); passa per la presentació de la nova i òptima organització d'aquestes circulacions i acaba en el disseny de símbols gràfics sintètics i de fàcil comprensió per a guiar la gent o vehicles per aquestes grans superfícies. Els símbols dissenyats variaran segons si són per a una senyalització interna o externa, si és per a guiar pedestres o per a guiar vehicles. En les empreses, normalment aquests símbols segueixen els alineamients de la identitat visual corporativa (colors, estil, geometries, tipografia, etc. propis de l'empresa) o bé poden contenir el distintiu visual (logotip o marca) de l'empresa dins de cada rètol.

## Senyalística contrasenyalització
Alguns estudiosos insisteixen a diferenciar entre senyalística i senyalització. Senyalística és un mot recollit pel Termcat (que descarta senyalètica) però no pas pel DIEC. Aquest neologisme, tanmateix, hauria de designar l'estudi dels senyals, mentre que el conjunt mateix d'aquests utilitzats dins d'un espai públic hauria de ser anomenat senyalització, terme acceptat per l'Institut d'Estudis Catalans.

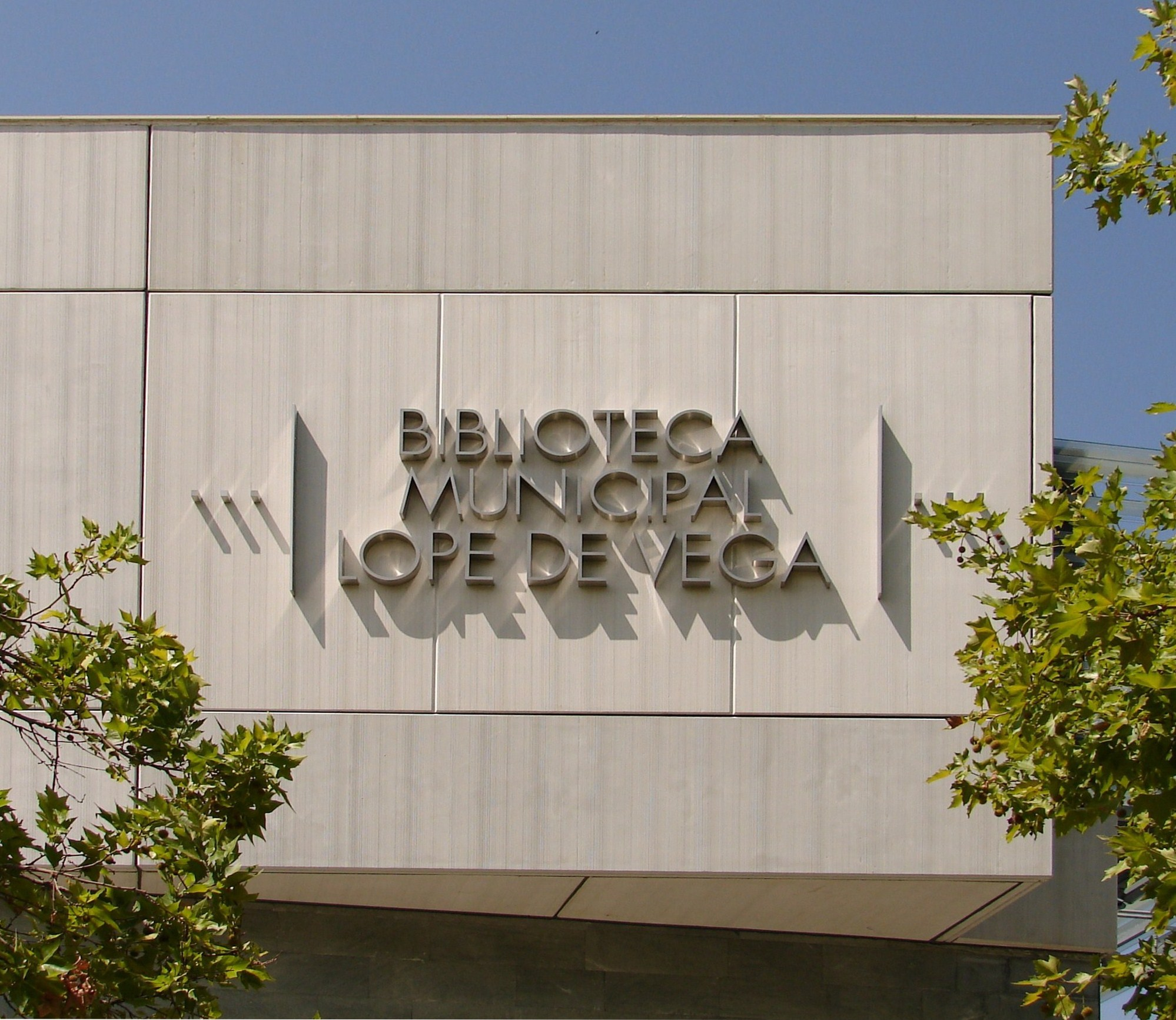
Biblioteca - Public Library- Lope de Vega (Tres Cantos).

La senyalització està dirigida a regular el trànsit humà i motoritzat en espais predominantment exteriors. El codi utilitzat ha estat prèviament homologat i normalitzat, essent indiferent a les característiques de l'entorn (per exemple, el codi de circulació). La senyalística en canvi persegueix l'obejectiu d'identificar, regular, i facilitar l'accés a uns serveis requerits.
La senyalització és la conjunció de diversos signes o senyals que tenen en comú diversos trets tals com: color o codis de color, síntesi de formes representatives, tipografies, etc.
La senyalística aborda l'elaboració de sistemes de senyals i les seves representacions considerant factors tals com: situació geogràfica, llengua de la localitat, nacionalitat, identitat o elements representatius del lloc, etc. a fi que els senyals que componguin el sistema senyalístic siguin coherents no solament amb allò a què es refereixen, si no als del seu encontorn.